# 圓福寺 (新宿区)
圓福寺（えんぷくじ）は、東京都新宿区にある日蓮宗の寺院。

## 歴史
1596年（文禄5年）、加藤清正の開基である。開山は蓮行院日円である。
当寺に安置している厄除開運祖師像は、日蓮自らが開眼したもので、その直後に起きた龍ノ口法難の厄を払ったことから評判がたち、「江戸三祖師」の一つとなっている。
江戸時代後期、当寺は徳川将軍家の祈願所に指定された。そのため葵紋の使用が許されている。またこの縁から、幕末の江戸開城時に大奥の怨念や魔物を鎮めていた夜光鬼子母神・七面大明神・妙見大菩薩が当寺に移されている。
泉鏡花の妻・すずが生前深く帰依しており、2024年（令和6年）3月には雑司ヶ谷霊園にあった鏡花の墓所が当寺に改葬されている。
当寺は、住職が三代連続で「五行成満」を成し遂げた唯一の寺として知られている。

## 交通アクセス
- 牛込神楽坂駅A2出口より徒歩3分（経路案内）。